# Liste des événements Pride FC

Cette liste des événements Pride FC recense les rencontres organisées par la promotion japonaise de mixed martial arts, Pride Fighting Championships. Le PRIDE 34 qui s'est tenu à la Saitama Super Arena le 8 avril 2007 est le dernier événement organisé, le Pride FC ayant été racheté par l'UFC un mois plus tôt.
| No. | Événement                           | Nom anglais              | Nom japonais            | Date       | Stade                  | Ville     | Pays       |
| --- | ----------------------------------- | ------------------------ | ----------------------- | ---------- | ---------------------- | --------- | ---------- |
| 68  | PRIDE 34                            | Kamikaze                 |                         | 4/8/2007   | Saitama Super Arena    | Saitama   | Japon      |
| 67  | PRIDE 33                            | The Second Coming        |                         | 2/24/2007  | Thomas & Mack Center   | Las Vegas | États-Unis |
| 66  | PRIDE Shockwave 2006                | N/A                      | Otoko Matsuri - Fumetsu | 12/31/2006 | Saitama Super Arena    | Saitama   | Japon      |
| 65  | PRIDE Bushido 13                    | N/A                      | N/A                     | 11/5/2006  | Yokohama Arena         | Yokohama  | Japon      |
| 64  | PRIDE 32                            | The Real Deal            |                         | 10/21/2006 | Thomas & Mack Center   | Las Vegas | États-Unis |
| 63  | PRIDE Final Conflict Absolute       | N/A                      | N/A                     | 09/10/2006 | Saitama Super Arena    | Saitama   | Japon      |
| 62  | PRIDE Bushido 12                    | N/A                      | 2nd Round               | 08/27/2006 | Nagoya Rainbow Hall    | Nagoya    | Japon      |
| 61  | PRIDE Critical Countdown Absolute   | N/A                      | N/A                     | 07/01/2006 | Saitama Super Arena    | Saitama   | Japon      |
| 60  | PRIDE Bushido 11                    | N/A                      | N/A                     | 06/04/2006 | Saitama Super Arena    | Saitama   | Japon      |
| 59  | PRIDE Total Elimination Absolute    | N/A                      | N/A                     | 05/05/2006 | Osaka Dome             | Osaka     | Japon      |
| 58  | PRIDE Bushido 10                    | N/A                      | N/A                     | 04/02/2006 | Ariake Coliseum        | Tokyo     | Japon      |
| 57  | PRIDE 31                            | Unbreakable              | Dreamers                | 02/26/2006 | Saitama Super Arena    | Saitama   | Japon      |
| 56  | PRIDE Shockwave 2005                | N/A                      | Otokomatsuri - Itadaki  | 12/31/2005 | Saitama Super Arena    | Saitama   | Japon      |
| 55  | PRIDE 30                            | Fully Loaded             | Starting Over           | 10/23/2005 | Saitama Super Arena    | Saitama   | Japon      |
| 54  | PRIDE Bushido 9                     | The Tournament           | N/A                     | 9/25/2005  | Ariake Coliseum        | Tokyo     | Japon      |
| 53  | PRIDE Final Conflict 2005           | N/A                      | Ketsushosen             | 8/28/2005  | Saitama Super Arena    | Saitama   | Japon      |
| 52  | PRIDE Bushido 8                     | N/A                      | N/A                     | 7/17/2005  | Nagoya Rainbow Hall    | Nagoya    | Japon      |
| 51  | PRIDE Critical Countdown 2005       | N/A                      | 2nd Round               | 6/26/2005  | Saitama Super Arena    | Saitama   | Japon      |
| 50  | PRIDE Bushido 7                     | N/A                      | N/A                     | 5/22/2005  | Ariake Coliseum        | Tokyo     | Japon      |
| 49  | PRIDE Total Elimination 2005        | N/A                      | Kaimakusen              | 4/23/2005  | Osaka Dome             | Osaka     | Japon      |
| 48  | PRIDE Bushido 6                     | N/A                      | N/A                     | 4/3/2005   | Yokohama Arena         | Yokohama  | Japon      |
| 47  | PRIDE 29                            | Fists Of Fire            | Survival                | 2/20/2005  | Saitama Super Arena    | Saitama   | Japon      |
| 46  | PRIDE Shockwave 2004                | N/A                      | Otoko Matsuri - Sadame  | 12/31/2004 | Saitama Super Arena    | Saitama   | Japon      |
| 45  | PRIDE 28                            | High Octane              |                         | 10/31/2004 | Saitama Super Arena    | Saitama   | Japon      |
| 44  | PRIDE Bushido 5                     | N/A                      | N/A                     | 10/14/2004 | Osaka Castle Hall      | Osaka     | Japon      |
| 43  | PRIDE Final Conflict 2004           | N/A                      | Final Round             | 8/15/2004  | Saitama Super Arena    | Saitama   | Japon      |
| 42  | PRIDE Bushido 4                     | N/A                      | N/A                     | 7/19/2004  | Nagoya Rainbow Hall    | Nagoya    | Japon      |
| 41  | PRIDE Critical Countdown 2004       | N/A                      | 2nd Round               | 6/20/2004  | Saitama Super Arena    | Saitama   | Japon      |
| 40  | PRIDE Bushido 3                     | N/A                      | N/A                     | 5/23/2004  | Yokohama Arena         | Yokohama  | Japon      |
| 39  | PRIDE Total Elimination 2004        | N/A                      | 1st Round               | 4/25/2004  | Saitama Super Arena    | Saitama   | Japon      |
| 38  | PRIDE Bushido 2                     | N/A                      | N/A                     | 2/15/2004  | Yokohama Arena         | Yokohama  | Japon      |
| 37  | PRIDE 27                            | Inferno                  | Triumphal Return        | 2/1/2004   | Osaka Castle Hall      | Osaka     | Japon      |
| 36  | PRIDE Shockwave 2003                | N/A                      | Otoko Matsuri           | 12/31/2003 | Saitama Super Arena    | Saitama   | Japon      |
| 35  | PRIDE Final Conflict 2003           | N/A                      | Ketsushosen             | 11/9/2003  | Tokyo Dome             | Tokyo     | Japon      |
| 34  | PRIDE Bushido 1                     | N/A                      | N/A                     | 10/05/2003 | Saitama Super Arena    | Saitama   | Japon      |
| 33  | PRIDE Total Elimination 2003        | N/A                      | Kaimakusen              | 8/10/2003  | Saitama Super Arena    | Saitama   | Japon      |
| 32  | PRIDE 26                            | Bad to the Bone          | Reborn                  | 6/8/2003   | Yokohama Arena         | Yokohama  | Japon      |
| 31  | PRIDE 25                            | Body Blow                |                         | 3/16/2003  | Yokohama Arena         | Yokohama  | Japon      |
| 30  | PRIDE 24                            | Cold Fury 3              |                         | 12/23/2002 | Marine Messe Fukuoka   | Fukuoka   | Japon      |
| 29  | PRIDE 23                            | Championship Chaos 2     |                         | 11/24/2002 | Tokyo Dome             | Tokyo     | Japon      |
| 28  | PRIDE The Best Vol.3                | N/A                      |                         | 10/20/2002 | Differ Ariake Arena    | Tokyo     | Japon      |
| 27  | PRIDE 22                            | Beasts From The East 2   |                         | 9/29/2002  | Nagoya Rainbow Hall    | Nagoya    | Japon      |
| 26  | PRIDE Shockwave 2002                | Shockwave                | Dynamite!               | 8/28/2002  | Tokyo National Stadium | Tokyo     | Japon      |
| 25  | PRIDE The Best Vol.2                | N/A                      |                         | 7/20/2002  | Differ Ariake Arena    | Tokyo     | Japon      |
| 24  | PRIDE 21                            | Demolition               |                         | 6/23/2002  | Saitama Super Arena    | Saitama   | Japon      |
| 23  | PRIDE 20                            | Armed and Ready          |                         | 4/28/2002  | Yokohama Arena         | Yokohama  | Japon      |
| 22  | PRIDE 19                            | Bad Blood                |                         | 2/24/2002  | Saitama Super Arena    | Saitama   | Japon      |
| 21  | PRIDE The Best Vol.1                | N/A                      |                         | 2/22/2002  | Korakuen Hall          | Tokyo     | Japon      |
| 20  | PRIDE 18                            | Cold Fury 2              |                         | 12/23/2001 | Marine Messe Fukuoka   | Fukuoka   | Japon      |
| 19  | PRIDE 17                            | Championship Chaos       |                         | 11/3/2001  | Tokyo Dome             | Tokyo     | Japon      |
| 18  | PRIDE 16                            | Beasts From The East     |                         | 9/24/2001  | Osaka Castle Hall      | Osaka     | Japon      |
| 17  | PRIDE 15                            | Raging Rumble            |                         | 7/29/2001  | Saitama Super Arena    | Saitama   | Japon      |
| 16  | PRIDE 14                            | Clash of the Titans      |                         | 5/27/2001  | Yokohama Arena         | Yokohama  | Japon      |
| 15  | PRIDE 13                            | Collision Course         |                         | 3/25/2001  | Saitama Super Arena    | Saitama   | Japon      |
| 14  | PRIDE 12                            | Cold Fury                |                         | 12/9/2000  | Saitama Super Arena    | Saitama   | Japon      |
| 13  | PRIDE 11                            | Battle of the Rising Sun |                         | 10/31/2000 | Osaka Castle Hall      | Osaka     | Japon      |
| 12  | PRIDE 10                            | Return of the Warriors   |                         | 8/27/2000  | Seibu Dome             | Saitama   | Japon      |
| 11  | PRIDE 9                             | New Blood                |                         | 6/4/2000   | Nagoya Rainbow Hall    | Nagoya    | Japon      |
| 10  | PRIDE Grand Prix 2000 Finals        | N/A                      |                         | 5/1/2000   | Tokyo Dome             | Tokyo     | Japon      |
| 9   | PRIDE Grand Prix 2000 Opening Round | N/A                      |                         | 1/30/2000  | Tokyo Dome             | Tokyo     | Japon      |
| 8   | PRIDE 8                             | N/A                      |                         | 11/21/1999 | Ariake Coliseum        | Tokyo     | Japon      |
| 7   | PRIDE 7                             | N/A                      |                         | 09/12/1999 | Yokohama Arena         | Yokohama  | Japon      |
| 6   | PRIDE 6                             | N/A                      |                         | 7/4/1999   | Yokohama Arena         | Yokohama  | Japon      |
| 5   | PRIDE 5                             | N/A                      |                         | 4/29/1999  | Nagoya Rainbow Hall    | Nagoya    | Japon      |
| 4   | PRIDE 4                             | N/A                      |                         | 10/11/1998 | Tokyo Dome             | Tokyo     | Japon      |
| 3   | PRIDE 3                             | N/A                      |                         | 6/24/1998  | Nippon Budokan         | Tokyo     | Japon      |
| 2   | PRIDE 2                             | N/A                      |                         | 3/5/1998   | Yokohama Arena         | Yokohama  | Japon      |
| 1   | PRIDE 1                             | N/A                      |                         | 10/11/1997 | Tokyo Dome             | Tokyo     | Japon      |

## Sources
- Liste des Pride FC sur Sherdog
- MMAReview.com
- Le site officiel du Pride FC
- Résultats du Pride FC